# Капра
Капра (алб. Kapre) је насељено место у општини Призрен, на Косову и Метохији. Према попису становништва из 2011. у насељу је живело 452 становника.

## Становништво
Према попису из 2011. године, Капра има следећи етнички састав становништва:
| Националност | 2011.        |
| Албанци      | 452 (100,0%) |
| Укупно       | 452          |

| Демографија | Демографија | Демографија |
| Година      | Становника  | Становника  |
| ----------- | ----------- | ----------- |
| 1948.       | 241         |             |
| 1953.       | 255         |             |
| 1961.       | 265         |             |
| 1971.       | 354         |             |
| 1981.       | 496         |             |
| 1991.       | 582         |             |
| 2011.       | 452         |             |